# Peltidiidae
Peltidiidae é uma família de crustáceos da ordem Harpacticoida.